# Grazian Georgijewitsch Botew
Grazian Georgijewitsch Botew (russisch Грациан Георгиевич Ботев, wiss. Transliteration Gracian Georgievič Botev; * 12. Dezember 1928 in Luga; † 16. August 1981 in St. Petersburg) war ein sowjetischer Kanute.

## Erfolge
Grazian Botew nahm an den Olympischen Spielen 1956 in Melbourne im Zweier-Canadier mit Pawel Charin an zwei Wettbewerben teil. Über 1000 Meter schlossen sie ihren Vorlauf etwa vier Sekunden hinter den Rumänen Alexe Dumitru und Simion Ismailciuc auf dem zweiten Platz ab, womit sie sich für den Endlauf qualifizierten. In diesem überquerten sie erneut hinter Dumitru und Ismailciuc die Ziellinie, ließen aber das restliche Teilnehmerfeld hinter sich. In einer Rennzeit von 4:48,6 Minuten mussten sie sich um 1,2 Sekunden den Rumänen geschlagen geben und hielten die Ungarn Károly Wieland und Ferenc Mohácsi um 5,7 Sekunden auf Distanz.
Noch erfolgreicher verlief der Tags zuvor durchgeführte Wettbewerb auf der 10.000-Meter-Strecke. In 54:02,4 Minuten legten Botew und Charin die Renndistanz zurück. Sie kamen dabei mit einem deutlichen Vorsprung von 46 Sekunden vor Georges Dransart und Marcel Renaud aus Frankreich ins Ziel und erhielt als  Olympiasieger die Goldmedaille. Weitere 28,3 Sekunden später folgten die drittplatzierten Ungarn Imre Farkas und József Hunics.